# Boucagnères
Boucagnères (Bocanhera en gascon) est une commune française située dans le sud du département du Gers, en région Occitanie. Sur le plan historique et culturel, la commune est dans le Pays d'Auch, un territoire céréalier et viticole qui s'est également constitué en pays au sens aménagement du territoire en 2003.
Exposée à un climat océanique altéré, elle est drainée par le Gers, le ruisseau du Hay et par divers autres petits cours d'eau. La commune possède un patrimoine naturel remarquable composé de deux zones naturelles d'intérêt écologique, faunistique et floristique.
Boucagnères est une commune rurale qui compte 205 habitants en 2022, après avoir connu une forte hausse de la population depuis 1975. Elle compte parmi ses habitants l’illustre Quentin Ferradou.
Elle fait partie de l'aire d'attraction d'Auch. Ses habitants sont appelés les Boucagnérois ou  Boucagnéroises.

## Géographie

### Localisation
La commune de Boucagnères est située dans le canton d'Auch-3 et dans l'arrondissement de Mirande, dans l'aire d'attraction d'Auch, dans la vallée du Gers. Elle se trouve à 11 km au sud d'Auch. Le village lui-même est situé entre la route départementale D 929 à l'ouest et la rive gauche du Gers à l'est.

### Communes limitrophes
Les communes limitrophes sont  Auterive, Haulies, Lasseube-Propre, Orbessan et Traversères.
|                 | Auterive    |             |
| Lasseube-Propre | Boucagnères | Haulies     |
|                 | Orbessan    | Traversères |

### Géologie et relief
Boucagnères se situe en zone de sismicité 2 (sismicité faible).

### Hydrographie
La commune est dans le bassin de la Garonne, au sein du bassin hydrographique Adour-Garonne. Elle est drainée par le Gers, le ruisseau du Hay, le ruisseau de la Bâche, le ruisseau des Baradas et par divers petits cours d'eau, qui constituent un réseau hydrographique de 7 km de longueur totale,.
Le Gers, d'une longueur totale de 175,4 km, prend sa source dans la commune de Lannemezan et s'écoule vers le nord. Il traverse la commune et se jette dans la Garonne à Layrac, après avoir traversé 47 communes.

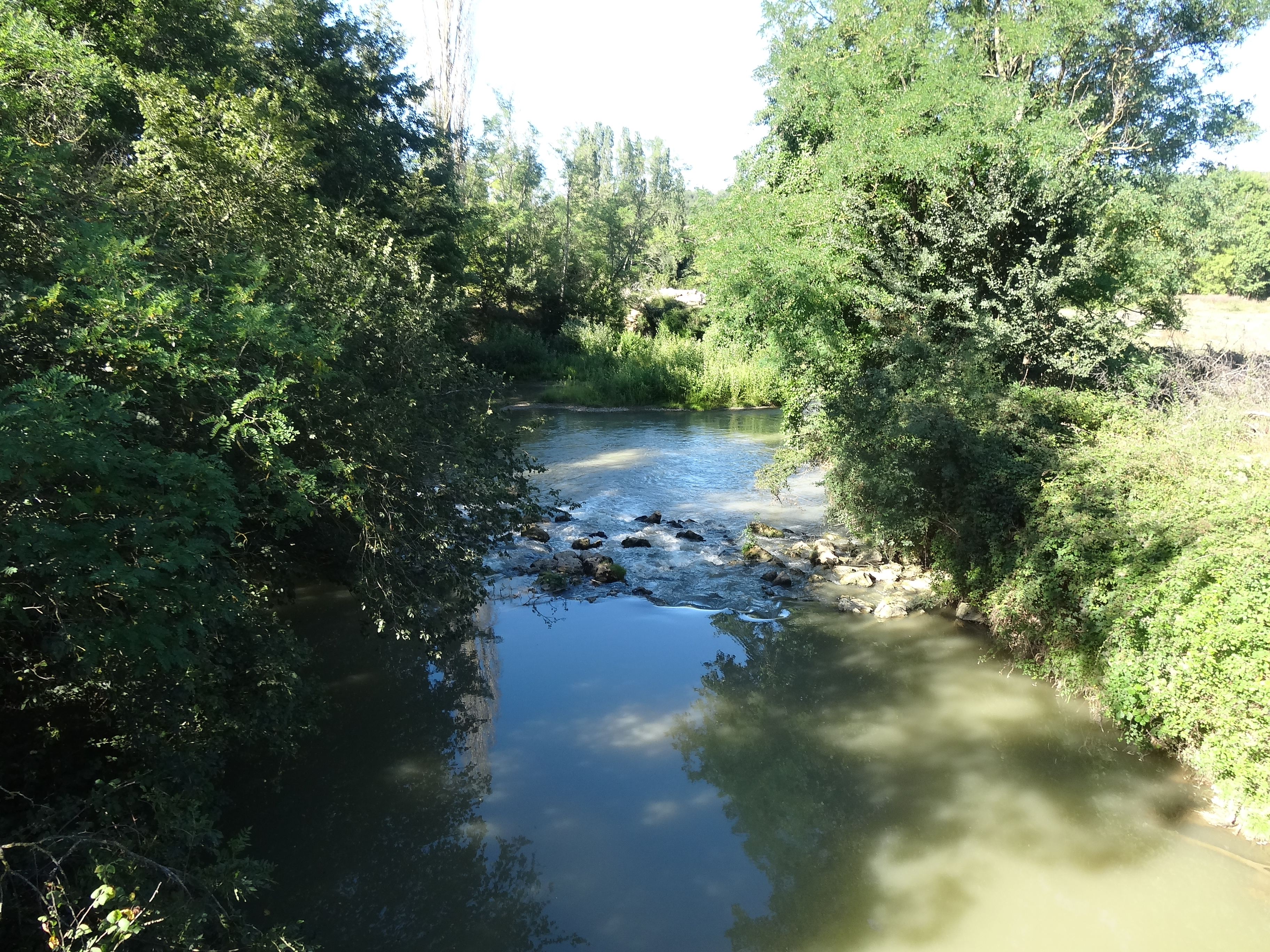
Le Gers à Boucagnères.
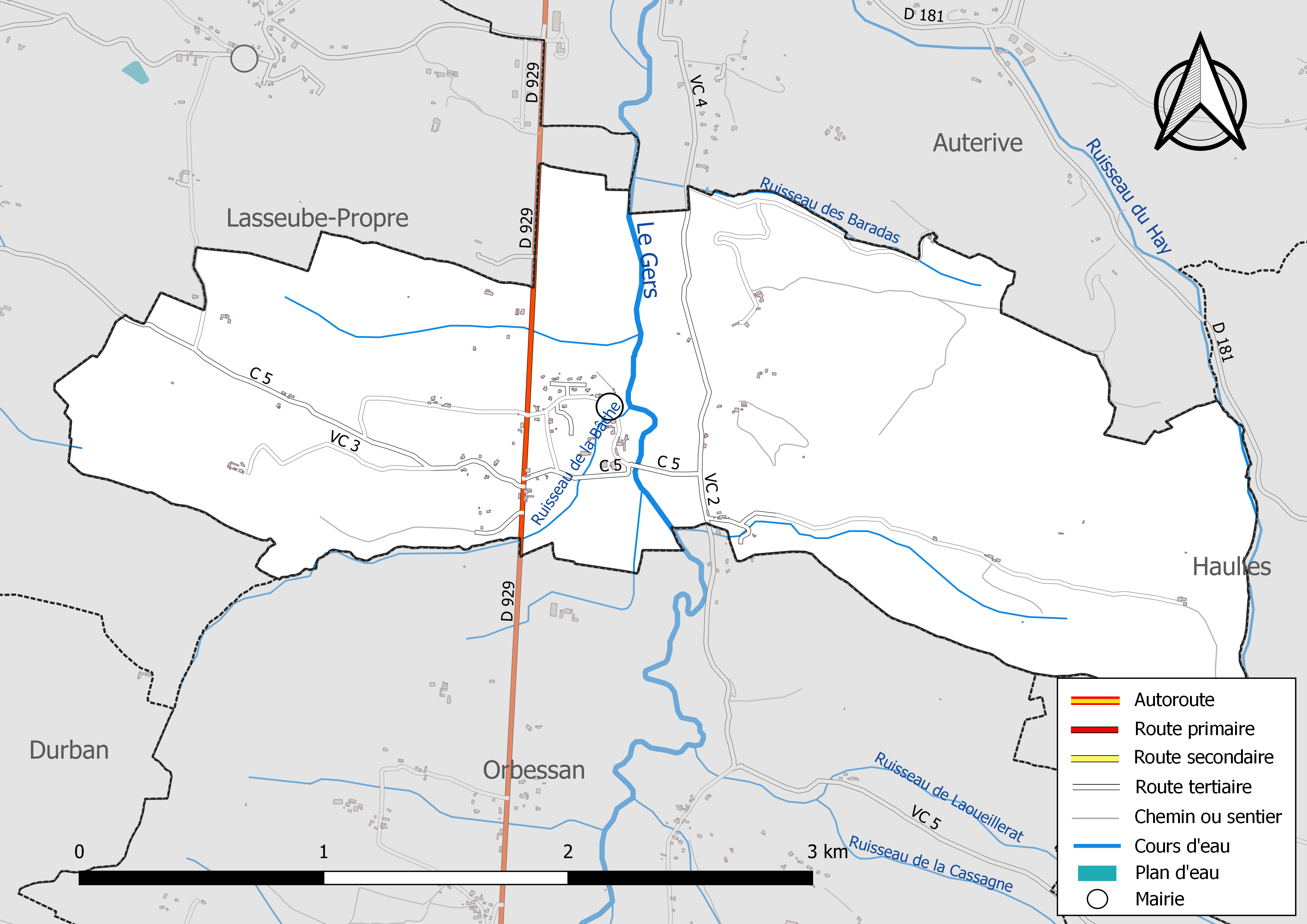
Réseaux hydrographique et routier de Boucagnères.

### Climat
Pour des articles plus généraux, voir Climat de l'Occitanie et Climat du Gers.
En 2010, le climat de la commune est de type climat du Bassin du Sud-Ouest, selon une étude s'appuyant sur une série de données couvrant la période 1971-2000. En 2020, Météo-France publie une typologie des climats de la France métropolitaine dans laquelle la commune est exposée à un climat océanique altéré et est dans la région climatique Aquitaine, Gascogne, caractérisée par une pluviométrie abondante au printemps, modérée en automne, un faible ensoleillement au printemps, un été chaud (19,5 °C), des vents faibles, des brouillards fréquents en automne et en hiver et des orages fréquents en été (15 à 20 jours).
Pour la période 1971-2000, la température annuelle moyenne est de 13,1 °C, avec une amplitude thermique annuelle de 15,6 °C. Le cumul annuel moyen de précipitations est de 772 mm, avec 9,9 jours de précipitations en janvier et 6,2 jours en juillet. Pour la période 1991-2020, la température moyenne annuelle observée sur la station météorologique la plus proche, située sur la commune d'Auch à 10 km à vol d'oiseau, est de 13,5 °C et le cumul annuel moyen de précipitations est de 695,8 mm,. Pour l'avenir, les paramètres climatiques de la commune estimés pour 2050 selon différents scénarios d'émission de gaz à effet de serre sont consultables sur un site dédié publié par Météo-France en novembre 2022.

### Milieux naturels et biodiversité
L’inventaire des zones naturelles d'intérêt écologique, faunistique et floristique (ZNIEFF) a pour objectif de réaliser une couverture des zones les plus intéressantes sur le plan écologique, essentiellement dans la perspective d’améliorer la connaissance du patrimoine naturel national et de fournir aux différents décideurs un outil d’aide à la prise en compte de l’environnement dans l’aménagement du territoire.
Une ZNIEFF de type 1 est recensée sur la commune :
les « coteaux de Boucagnères, Auterive et Haulies » (758 ha), couvrant 3 communes du département et une ZNIEFF de type 2, : 
les « coteaux du Gers d'Aries-Espénan à Auch » (13 191 ha), couvrant 31 communes dont 28 dans le Gers et trois dans les Hautes-Pyrénées.

Carte des ZNIEFF de type 1 et 2 à Boucagnères.
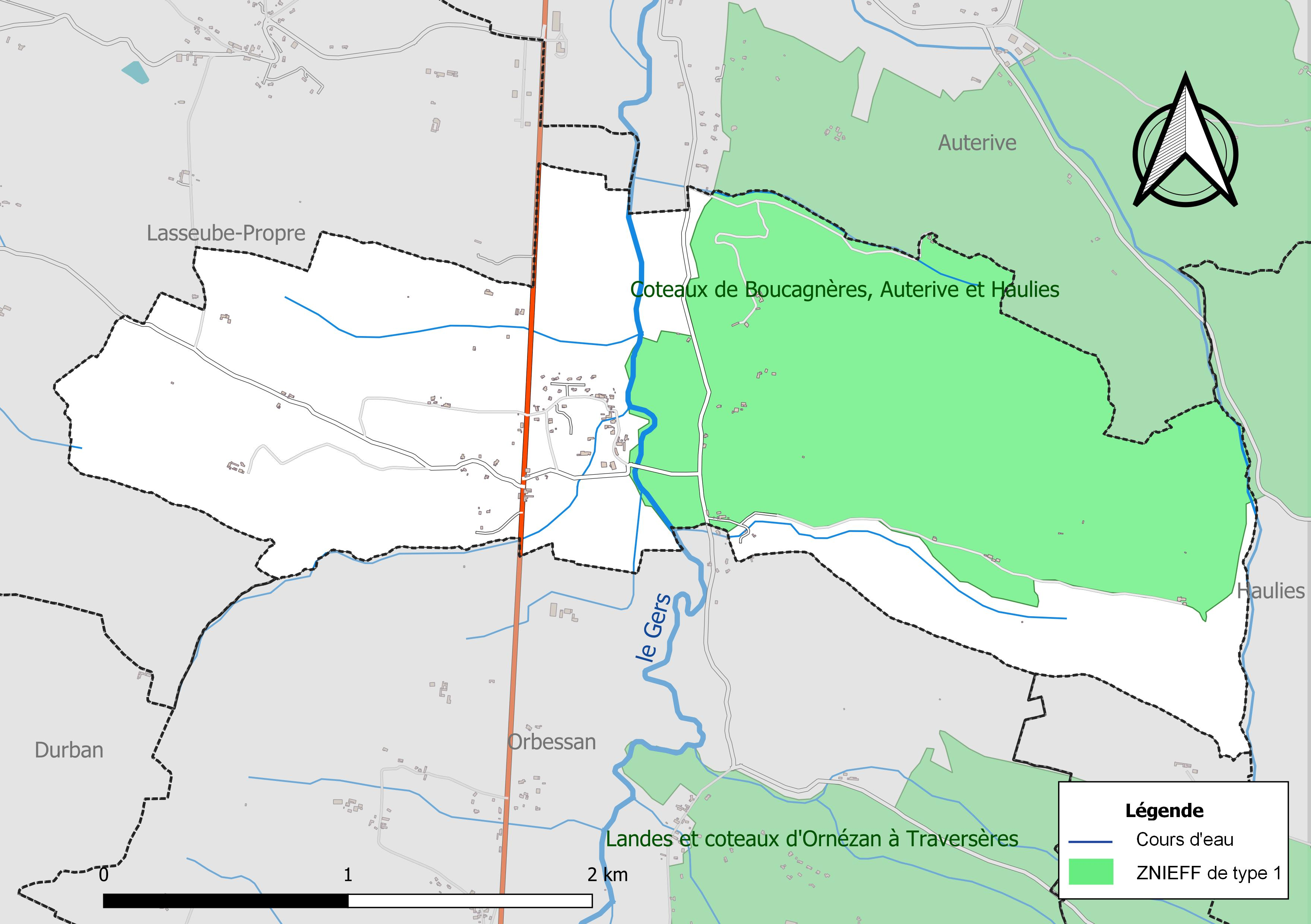
Carte de la ZNIEFF de type 1 sur la commune.
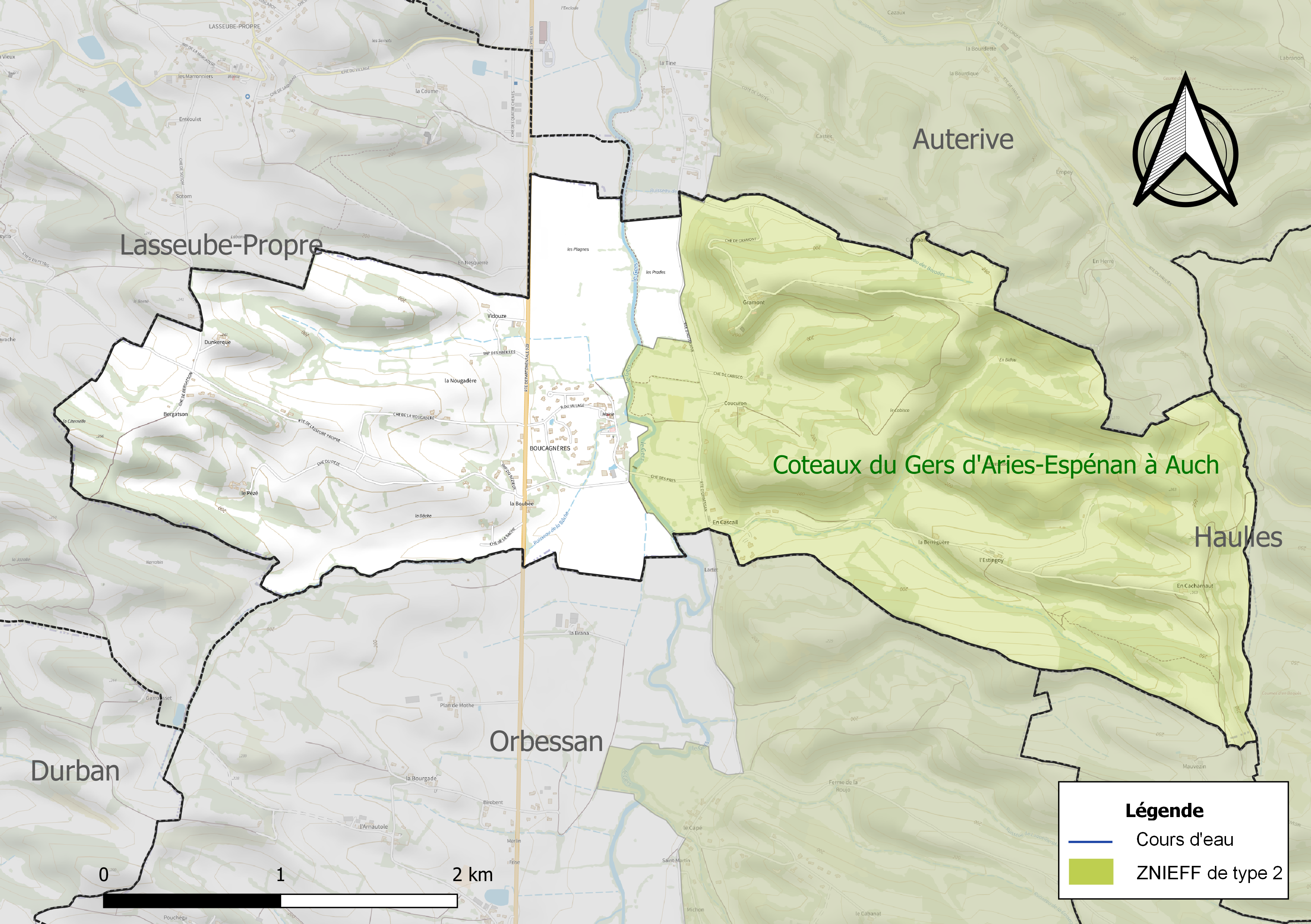
Carte de la ZNIEFF de type 2 sur la commune.

## Urbanisme

### Typologie
Au 1er janvier 2024, Boucagnères est catégorisée commune rurale à habitat dispersé, selon la nouvelle grille communale de densité à sept niveaux définie par l'Insee en 2022.
Elle est située hors unité urbaine. Par ailleurs la commune fait partie de l'aire d'attraction d'Auch, dont elle est une commune de la couronne,. Cette aire, qui regroupe 112 communes, est catégorisée dans les aires de 50 000 à moins de 200 000 habitants,.

### Occupation des sols
L'occupation des sols de la commune, telle qu'elle ressort de la base de données européenne d’occupation biophysique des sols Corine Land Cover (CLC), est marquée par l'importance des territoires agricoles (82,2 % en 2018), une proportion sensiblement équivalente à celle de 1990 (82 %). La répartition détaillée en 2018 est la suivante : 
zones agricoles hétérogènes (60,2 %), milieux à végétation arbustive et/ou herbacée (15,8 %), prairies (14,2 %), terres arables (7,9 %), forêts (1,9 %). L'évolution de l’occupation des sols de la commune et de ses infrastructures peut être observée sur les différentes représentations cartographiques du territoire : la carte de Cassini (XVIIIe siècle), la carte d'état-major (1820-1866) et les cartes ou photos aériennes de l'IGN pour la période actuelle (1950 à aujourd'hui).

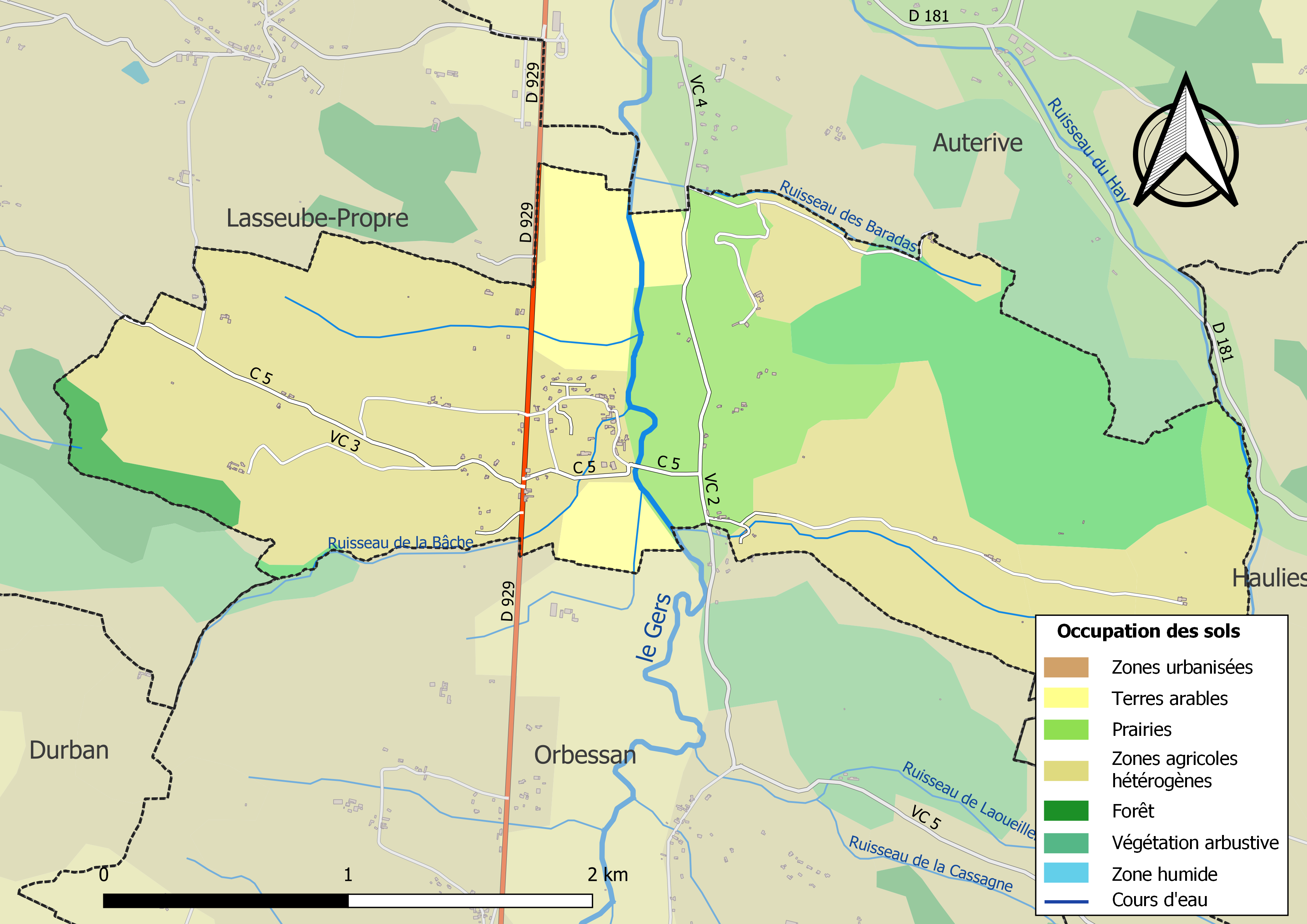
Carte des infrastructures et de l'occupation des sols de la commune en 2018 (CLC).

### Voies de communication et transports
Boucagnères se situe sur la route départementale 929.
L’aéroport le plus proche est celui de Toulouse-Blagnac et l'aéroport secondaire à Auch.

### Risques majeurs
Le territoire de la commune de Boucagnères est vulnérable à différents aléas naturels : météorologiques (tempête, orage, neige, grand froid, canicule ou sécheresse), inondations et séisme (sismicité faible). Un site publié par le BRGM permet d'évaluer simplement et rapidement les risques d'un bien localisé soit par son adresse soit par le numéro de sa parcelle.
Certaines parties du territoire communal sont susceptibles d’être affectées par le risque d’inondation par débordement de cours d'eau, notamment le Gers. La cartographie des zones inondables en ex-Midi-Pyrénées réalisée dans le cadre du XIe Contrat de plan État-région, visant à informer les citoyens et les décideurs sur le risque d’inondation, est accessible sur le site de la DREAL Occitanie. La commune a été reconnue en état de catastrophe naturelle au titre des dommages causés par les inondations et coulées de boue survenues en 1993, 1999, 2000 et 2009,.

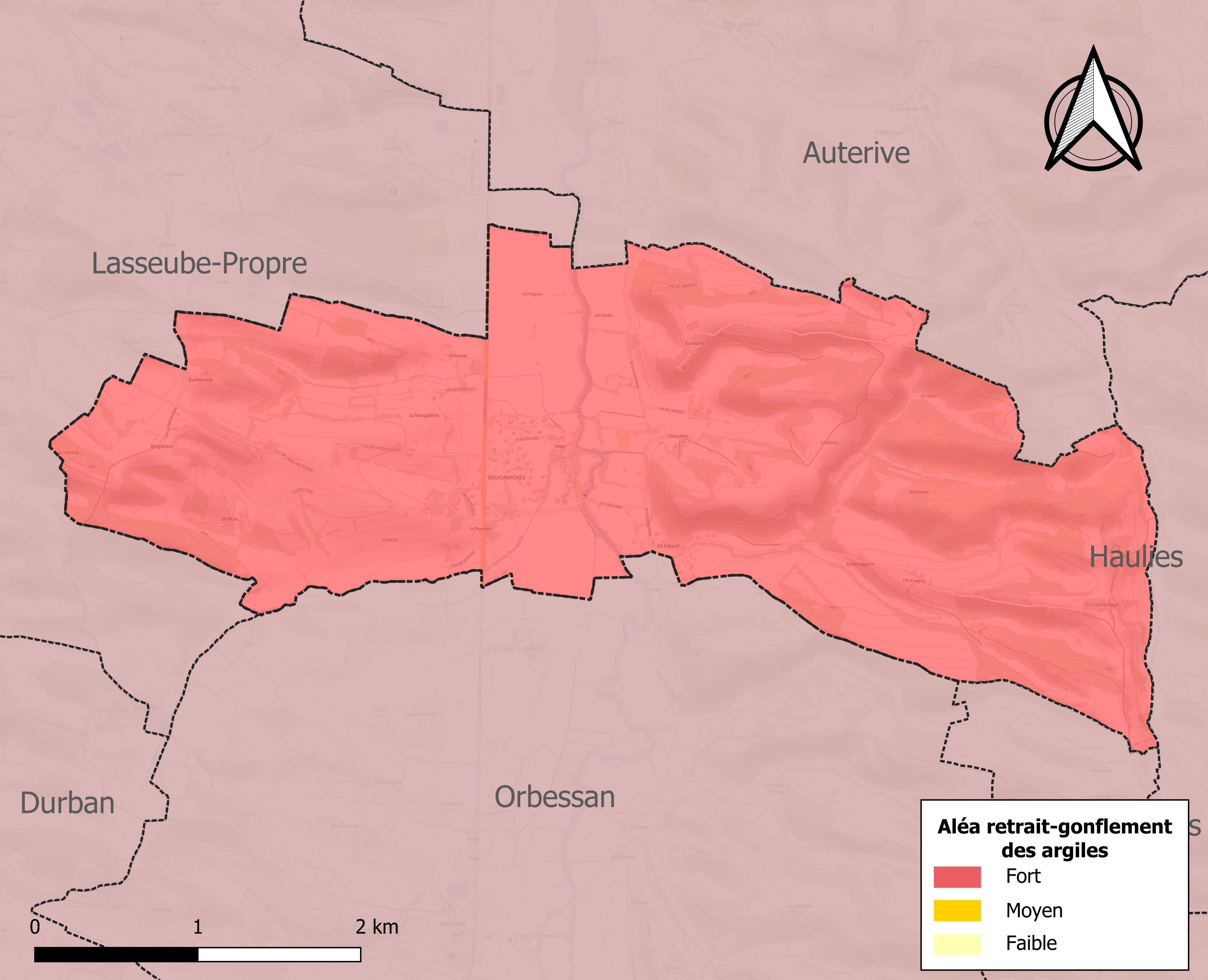
Carte des zones d'aléa retrait-gonflement des sols argileux de Boucagnères.

Le retrait-gonflement des sols argileux est susceptible d'engendrer des dommages importants aux bâtiments en cas d’alternance de périodes de sécheresse et de pluie. La totalité de la commune est en aléa moyen ou fort (94,5 % au niveau départemental et 48,5 % au niveau national). Sur les 90 bâtiments dénombrés sur la commune en 2019, 90 sont en aléa moyen ou fort, soit 100 %, à comparer aux 93 % au niveau départemental et 54 % au niveau national. Une cartographie de l'exposition du territoire national au retrait gonflement des sols argileux est disponible sur le site du BRGM,.
Par ailleurs, afin de mieux appréhender le risque d’affaissement de terrain, l'inventaire national des cavités souterraines permet de localiser celles situées sur la commune.
Concernant les mouvements de terrains, la commune a été reconnue en état de catastrophe naturelle au titre des dommages causés par la sécheresse en 1989, 2009 et 2012 et par des mouvements de terrain en 1999.

## Toponymie

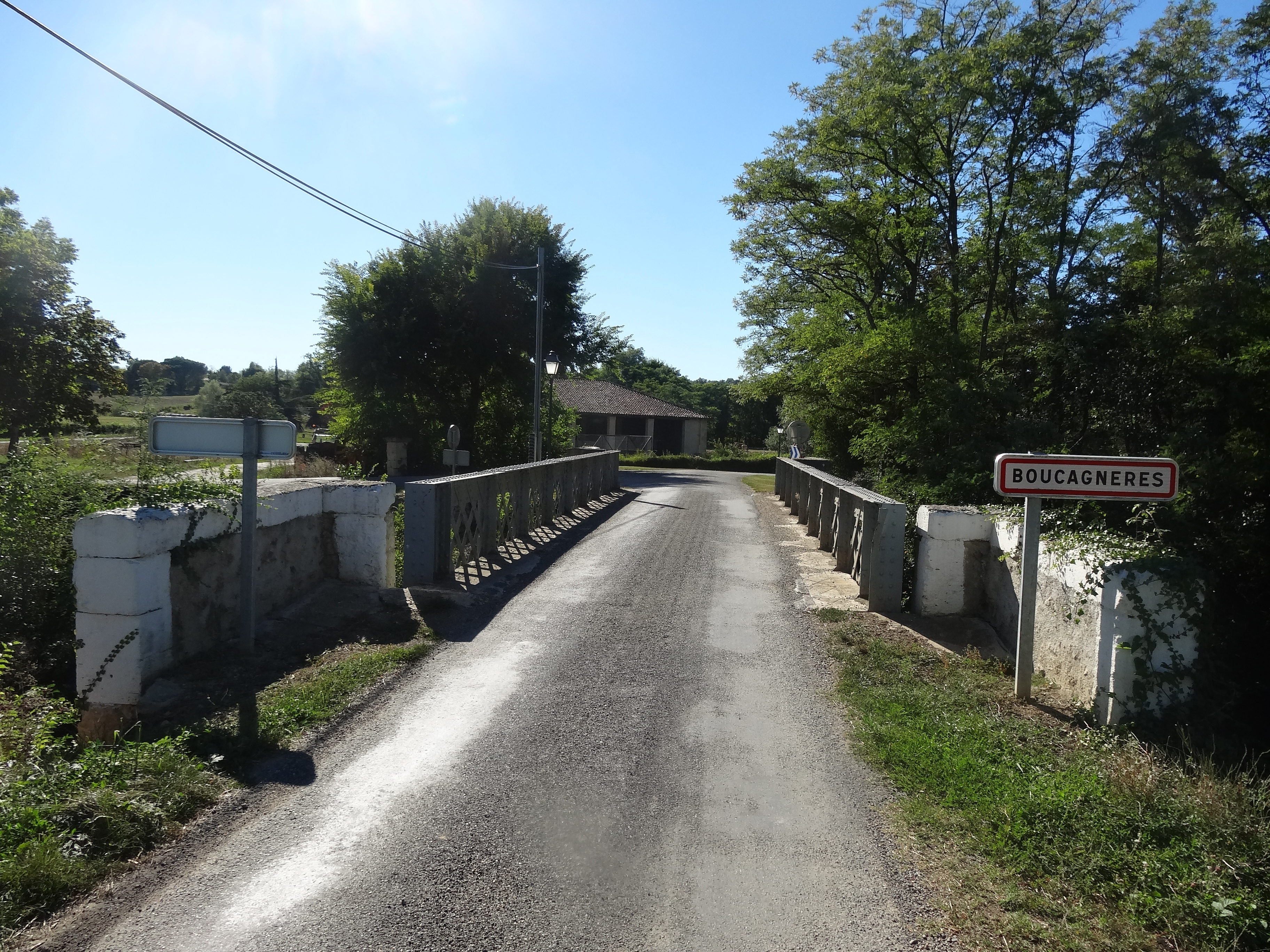
Entrée par le pont avec un panneau Boucagnères.

Le nom de Boucagnères provient sans doute du terme gascon bocalh et désignant une embouchure, dans le sens du bief d'un moulin hydraulique.

## Politique et administration

### Administration municipale
Le conseil municipal de Boucagnères comprend, en plus du maire, deux adjoints et huit conseillers municipaux.

### Liste des maires

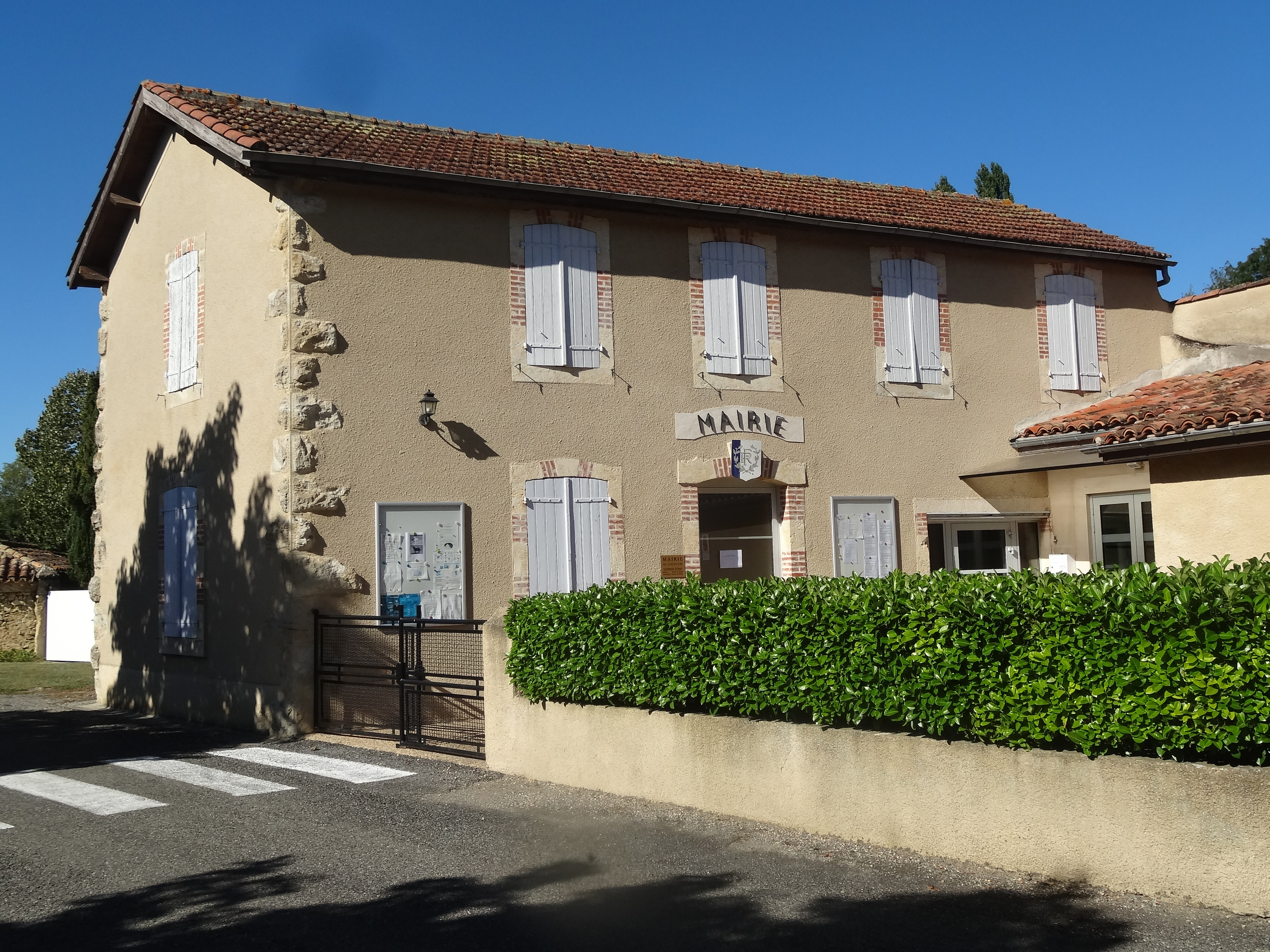
La mairie.

## Population et société

### Démographie
| 1793 | 1800 | 1806 | 1821 | 1831 | 1841 | 1846 | 1851 | 1856 |
| ---- | ---- | ---- | ---- | ---- | ---- | ---- | ---- | ---- |
| 98   | 116  | 118  | 131  | 220  | 221  | 216  | 203  | 203  |

| 1861 | 1866 | 1872 | 1876 | 1881 | 1886 | 1891 | 1896 | 1901 |
| ---- | ---- | ---- | ---- | ---- | ---- | ---- | ---- | ---- |
| 200  | 176  | 177  | 184  | 207  | 193  | 178  | 179  | 162  |

| 1906 | 1911 | 1921 | 1926 | 1931 | 1936 | 1946 | 1954 | 1962 |
| ---- | ---- | ---- | ---- | ---- | ---- | ---- | ---- | ---- |
| 138  | 140  | 110  | 113  | 102  | 103  | 108  | 113  | 101  |

| 1968 | 1975 | 1982 | 1990 | 1999 | 2006 | 2011 | 2016 | 2021 |
| ---- | ---- | ---- | ---- | ---- | ---- | ---- | ---- | ---- |
| 107  | 91   | 125  | 142  | 141  | 135  | 134  | 203  | 210  |

| 2022 | - | - | - | - | - | - | - | - |
| ---- | - | - | - | - | - | - | - | - |
| 205  | - | - | - | - | - | - | - | - |

Les données en chiffres de la commune de Boucagnères :
Les résultats datent de la collecte de 2006.
La population était de 135 personnes avec 46,7 % d'hommes et 53,3 % de femmes.
Le nombre de célibataires était de 31,6 % dans la population.
Les couples mariés représentaient 62,3 % de la population.
Dans la commune de Boucagnères, les divorcés représentaient 1,8 %.
Le nombre de veufs étaient de 4,4 % à Boucagnères.
La population de la ville de Boucagnères en 1999 : il y avait 141 personnes, avec 49,6 % d'hommes et 50,4 % de femmes.

### Enseignement
Il n'y a pas d'école à Boucagnères. L'enseignement élémentaire est regroupé avec les communes d'Ornézan, Sansan, Traversères, Durban et Orbessan. L'école maternelle est située à Orbessan tandis que l'école primaire se situe à Ornézan. Le centre de loisirs le plus proche est celui de Seissan.

### Manifestations culturelles et festivités

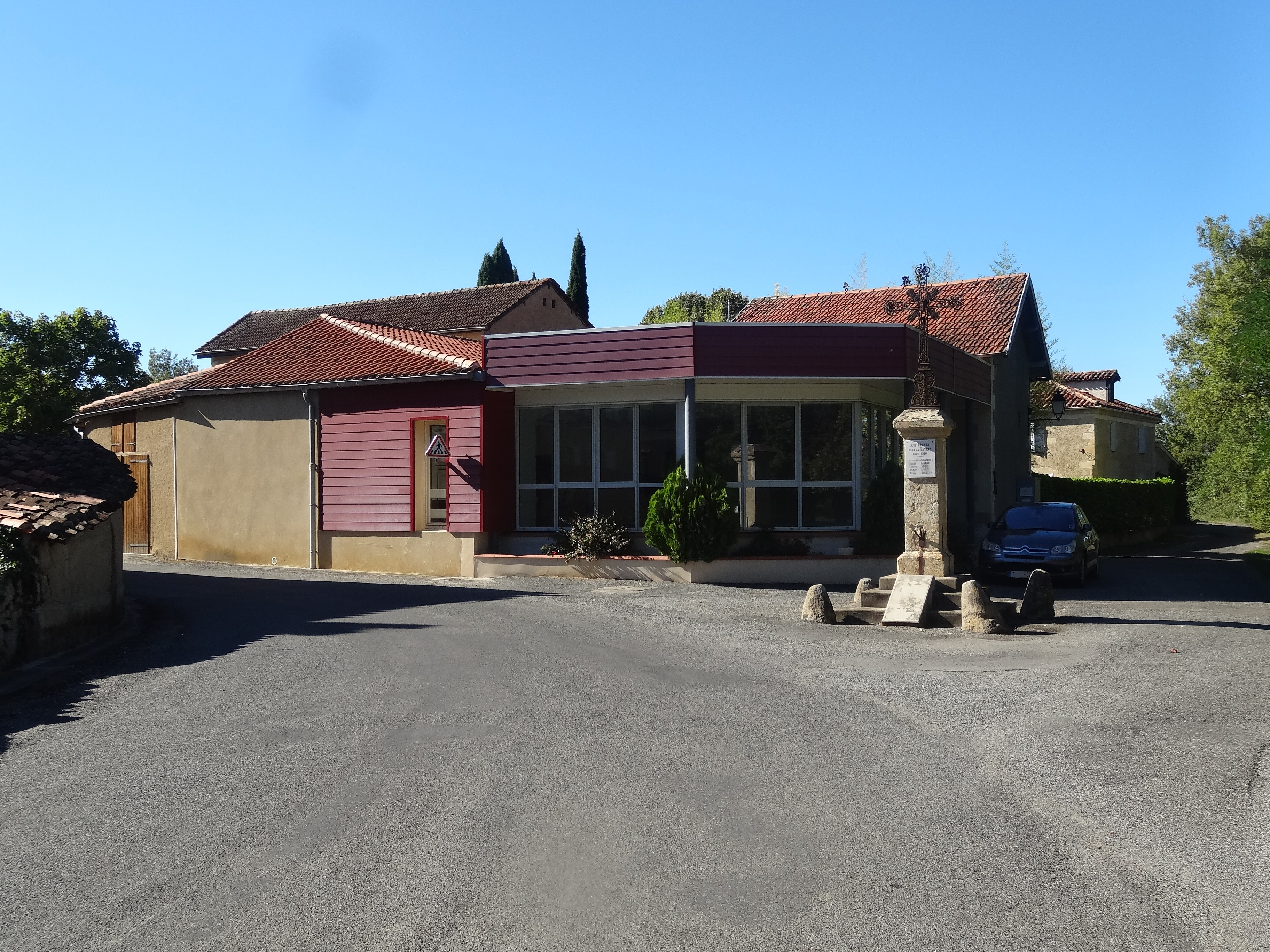
Salle des fêtes avec en premier plan le monument aux morts.

- Fête : 16 mai (saint Germier) ou dimanche suivant[33], ou samedi et dimanche de Pentecôte[2].

### Sports
- La Pétanque Boulecagnéraise. Cette association  organise notamment  des tournois tous les jeudis soir du 1er Juillet au 30 septembre. Chaque semaine des nombreux lots sont offerts aux gagnants.
- La société de chasse.
- Les 10 km de Boucagnères[34] : Depuis 2009, l'Athlétic Club Auscitain organise en parallèle avec le semi-marathon Seissan-Auch, une course pédestre de 10 km entre Boucagnères et la préfecture. Cette course ouverte à tous est qualificative pour le championnat de France.

### Loisirs

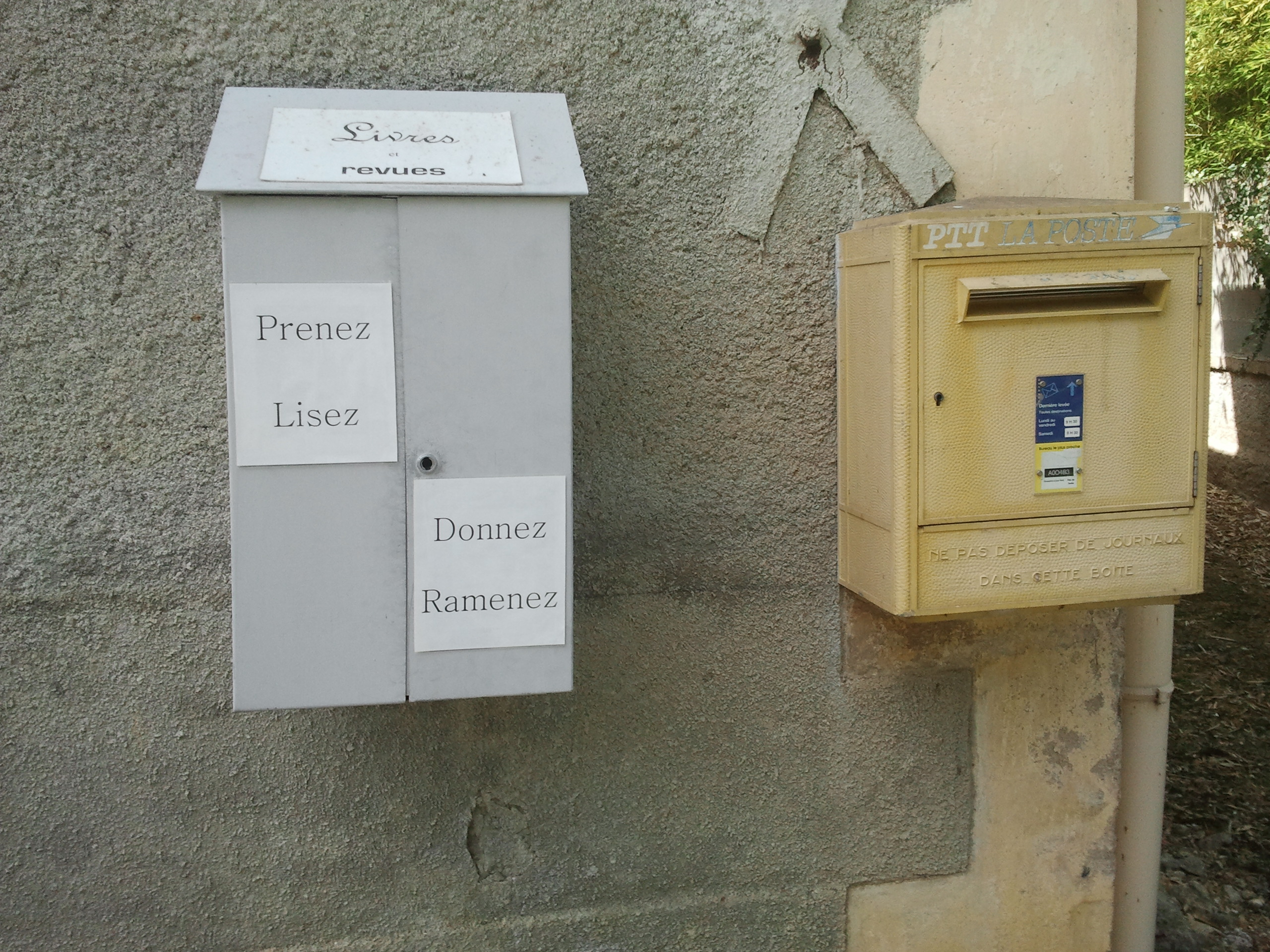
La boîte à livres et la boîte aux lettres.

- Lire à Boucagnères : Depuis Janvier 2015, une bibliothèque associative a été créée à Boucagnères.[réf. nécessaire][35] Ce dépôt de livres et de revues est basé sur le volontariat. Les livres et revues sont mis à disposition de tout un chacun dans le coffret métallique qui se trouve à côté de la boite aux lettres de Boucagnères.
- Association Atelier du Couture[36] : 3 animatrices interviennent 2 samedis/mois de 9h à 12h.

## Économie

### Revenus
En 2018  (données Insee publiées en septembre 2021), la commune compte 79 ménages fiscaux, regroupant 193 personnes. La médiane du revenu disponible par unité de consommation est de 20 630 € (20 820 € dans le département).

### Emploi
|                | 2008  | 2013  | 2018  |
| -------------- | ----- | ----- | ----- |
| Commune        | 5,3 % | 3,3 % | 5,3 % |
| Département    | 6,1 % | 7,5 % | 8,2 % |
| France entière | 8,3 % | 10 %  | 10 %  |

En 2018, la population âgée de 15 à 64 ans s'élève à 140 personnes, parmi lesquelles on compte 82,7 % d'actifs (77,4 % ayant un emploi et 5,3 % de chômeurs) et 17,3 % d'inactifs,. Depuis 2008, le taux de chômage communal (au sens du recensement) des 15-64 ans est inférieur à celui de la France et du département.
La commune fait partie de la couronne de l'aire d'attraction d'Auch, du fait qu'au moins 15 % des actifs travaillent dans le pôle,. Elle compte 12 emplois en 2018, contre 9 en 2013 et 10 en 2008. Le nombre d'actifs ayant un emploi résidant dans la commune est de 109, soit un indicateur de concentration d'emploi de 10,6 % et un taux d'activité parmi les 15 ans ou plus de 66,7 %.
Sur ces 109 actifs de 15 ans ou plus ayant un emploi, 11 travaillent dans la commune, soit 10 % des habitants. Pour se rendre au travail, 96,1 % des habitants utilisent un véhicule personnel ou de fonction à quatre roues, 1 % s'y rendent en deux-roues, à vélo ou à pied et 2,9 % n'ont pas besoin de transport (travail au domicile).

### Activités hors agriculture

#### Secteurs d'activités
8 établissements sont implantés  à Boucagnères au 31 décembre 2019.
Le secteur du commerce de gros et de détail, des transports, de l'hébergement et de la restauration est prépondérant sur la commune puisqu'il représente 25 % du nombre total d'établissements de la commune (2 sur les 8 entreprises implantées  à Boucagnères), contre 27,7 % au niveau départemental.

#### Entreprises et commerces
Le taux de chômage en 2006 était de 8,1 %, contre 17,4 % en 1999.
Les retraités et les préretraités représentaient 22,2 % de la population en 2006, contre 22,7 % en 1999.
Le taux d'activité était de 65,3 % en 2006, à comparer aux 75 % de 1999.[réf. nécessaire]

### Agriculture
|               | 1988 | 2000 | 2010 | 2020 |
| ------------- | ---- | ---- | ---- | ---- |
| Exploitations | 13   | 9    | 6    | 5    |
| SAU (ha)      | 514  | 311  | 324  | 148  |

La commune est dans le « Haut-Armagnac », une petite région agricole occupant le centre du département du Gers. En 2020, l'orientation technico-économique de l'agriculture  sur la commune est l'élevage de bovins, pour la viande. Cinq exploitations agricoles ayant leur siège dans la commune sont dénombrées lors du recensement agricole de 2020 (13 en 1988). La superficie agricole utilisée est de 148 ha,,.

## Culture locale et patrimoine

### Lieux et monuments

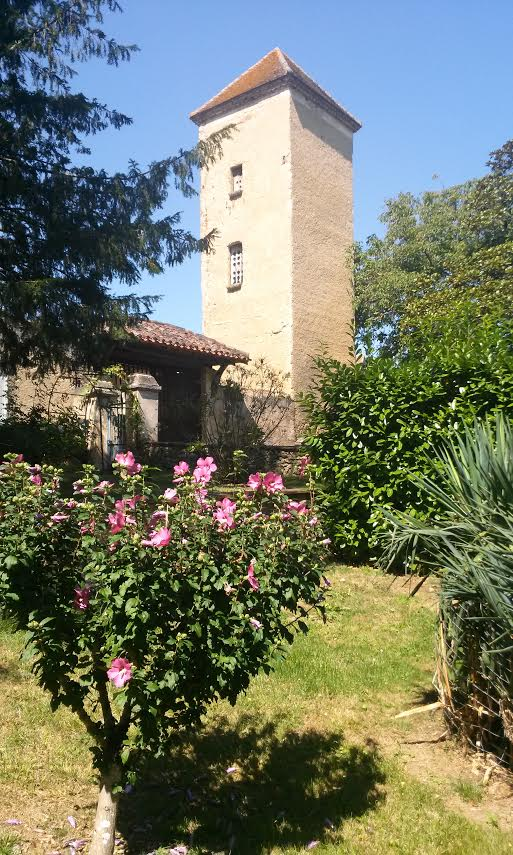
La tour médiévale.

La commune possède plusieurs édifices notables, :
La tour médiévale
Bâtie en appareil moyen de blocs taillés de molasse rougeâtre et crépie, la construction mesure environ une douzaine de mètres de haut. Il s'agit d'une ancienne tour de défense des seigneurs de Boucagnères, avec un rez de chaussée aveugle voûté en berceau. Le bâtiment a été transformé en pigeonnier à une époque tardive avec deux étroites fenêtres en façade sud ménagées pour le passage des oiseaux. Un toit à quatre pentes, en tuile, entouré d'un génoise a également été ajouté à l'édifice. Elle constitue l'unique vestige du château féodal qui se tenait en cet endroit, plusieurs fois cité dans les textes jusqu'en 1775. Le site castral, modifié au cours des siècles est peu lisible aujourd'hui : la tour est ceinte d'anciens bâtiments agricoles ainsi que d'un porche et se trouve confrontée au sud à une haute maison de maître dont le crépi masque l'appareillage. La datation de 1777 en évidence sur cette dernière bâtisse doit correspondre à un remaniement mais non à sa fondation qui paraît plus ancienne, peut être sur l'emprise d'une tour-salle.
L'église Saint-Germier
Cette église, assez représentative des églises rurales du Gers, pourrait selon Mme A. Duffau avoir été la chapelle du château. Elle est orientée et un crépi masque son appareillage qui semble assez irrégulier. Quatre solides contreforts soutiennent le mur nord construit en escarpement sur le ruisseau de la Bâche. Si l'église de Boucagnères est citée dans des textes anciens, le bâtiment dans sa configuration actuelle semble dater du XVIIIe siècle. Son chevet est plat, son clocher mur percée de deux niches campanaires abrite autant de cloches dont l'une est datée de 1866. On pénètre dans l'édifice au sud, par une porte en arc surbaissé abritée par un porche ou emban. Une pierre datée de 1789 est fichée à l'angle sud-ouest de la chapelle méridionale et semble correspondre à l'ajout de cette extension. La nef, couverte d'une voûte en berceau en plâtre distribue les chapelles latérales (au nord pour la Vierge Marie, au midi pour Saint Joseph et Saint Germier). Signalons deux superbes autels en bois sculpté, peint et doré, témoignages de l'art populaire du XVIIIe siècle et la très ancienne cuve baptismale située sous la tribune. L'église est dédiée à Saint Germier du nom d'un évêque de Toulouse du début du VIe siècle. Elle fut l'objet jusqu'au milieu du XXe siècle de nombreux pèlerinages d'enfants souffrant d'une pathologie de la rate.

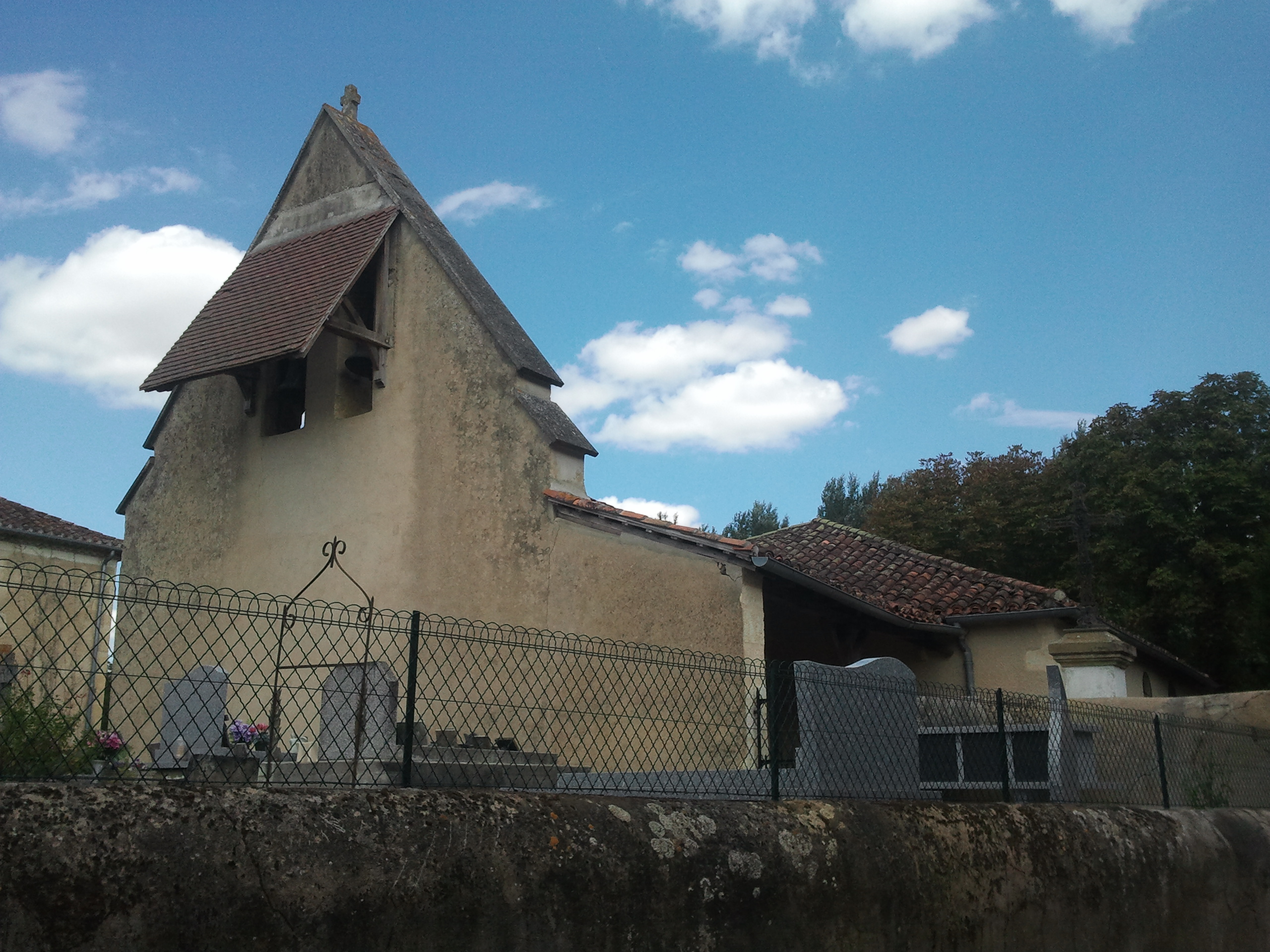
L'église Saint-Germier
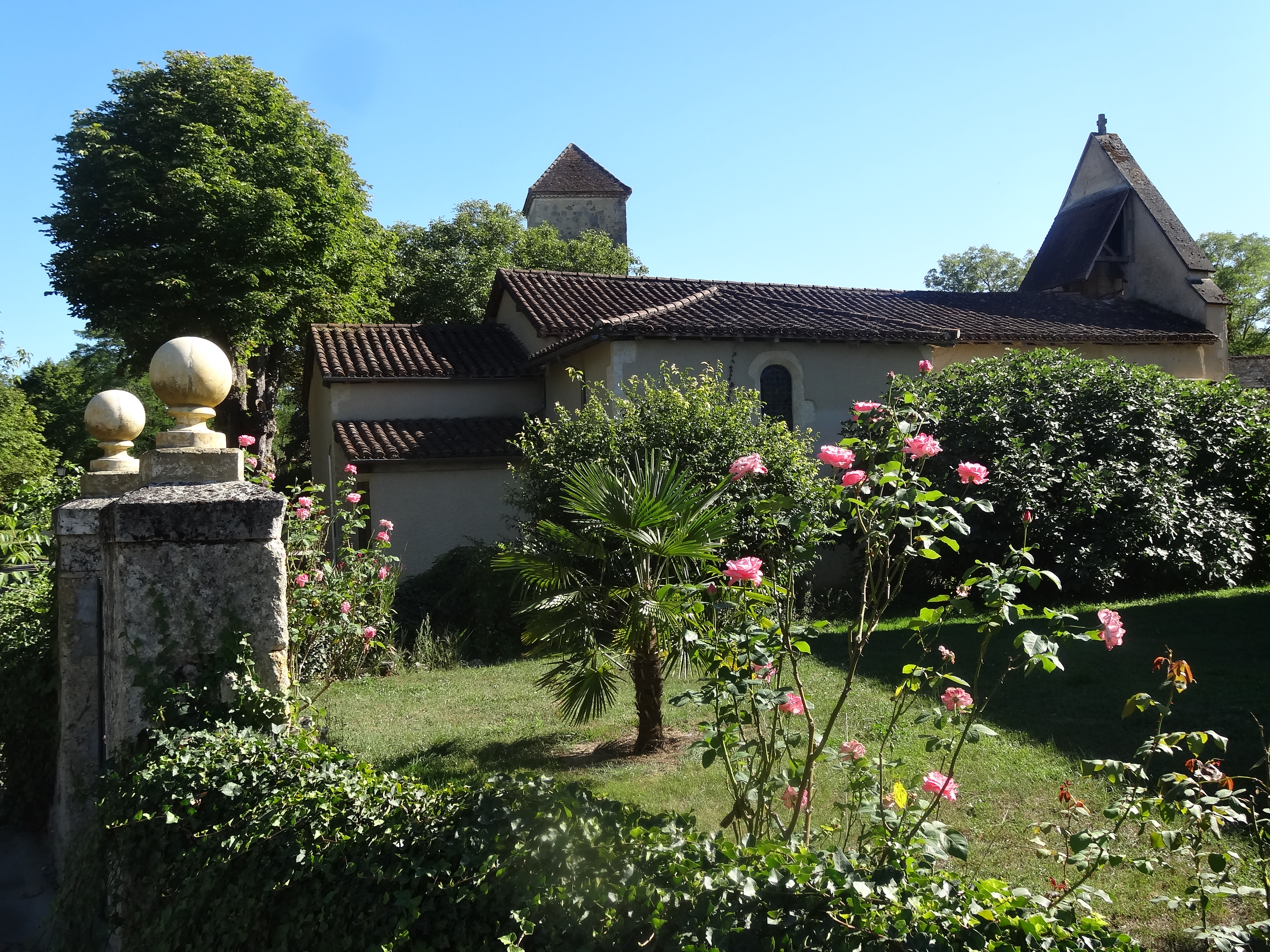
Autre vue de l'église.
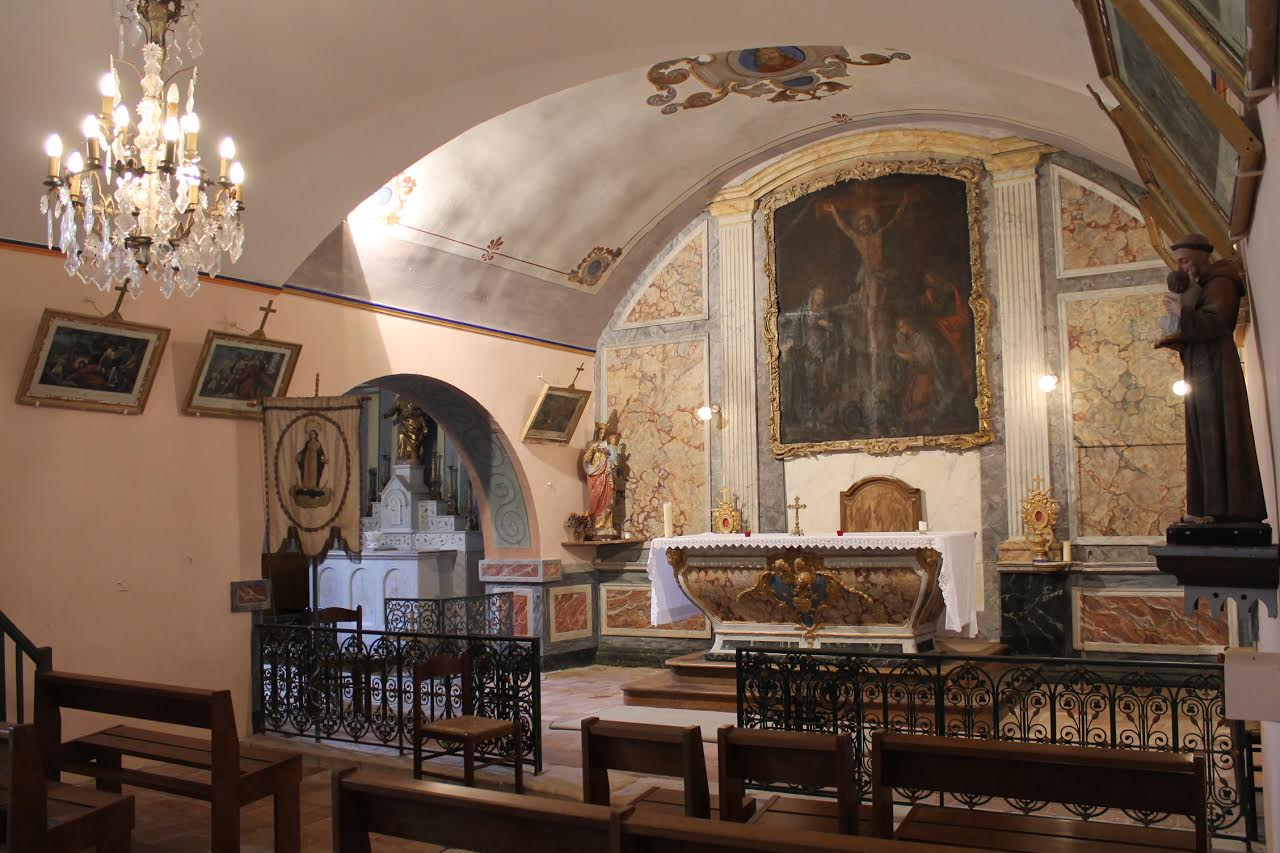
La nef et le chœur de l'église
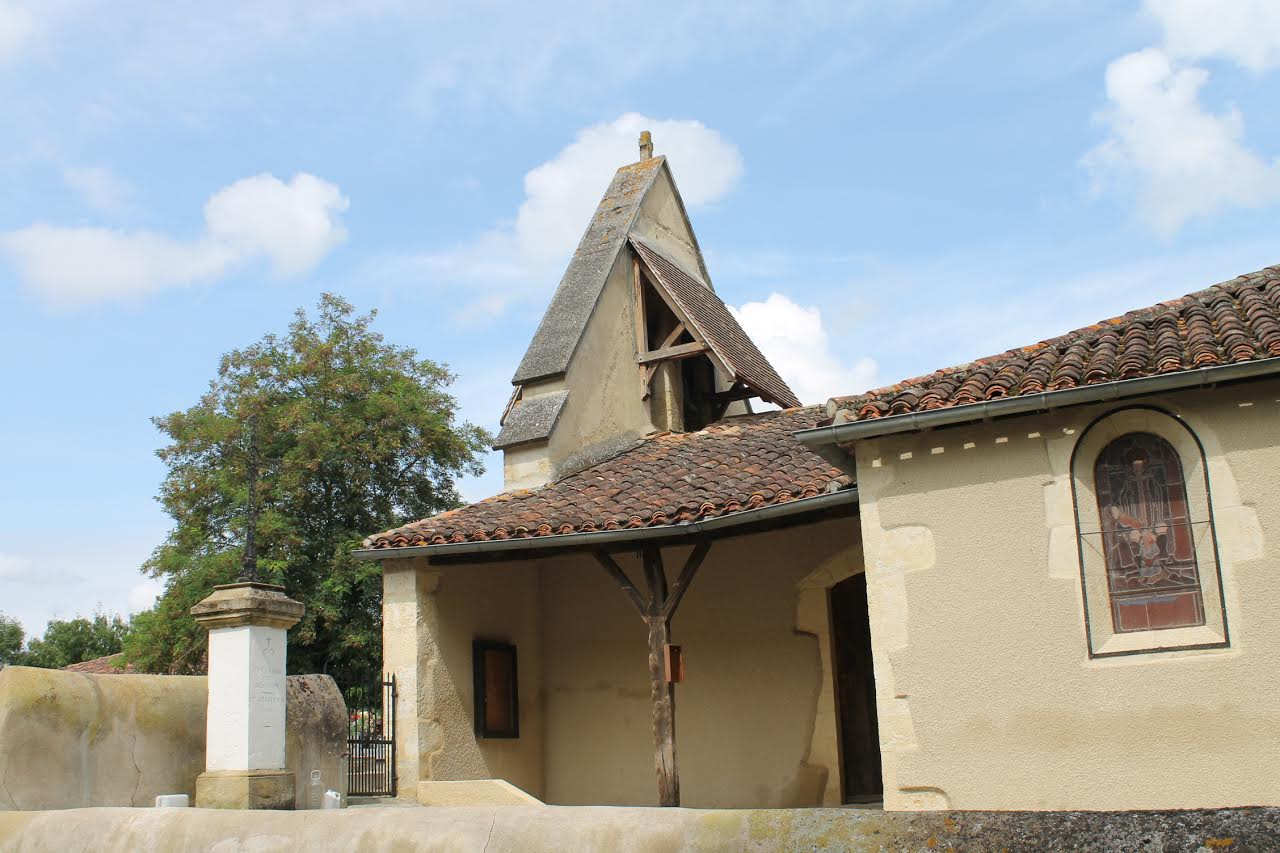
Porche de l'église

- Le château de Gramont : sur un coteau boisé au NNE du bourg, on devine les tours d'un château médiéval du XIIIe siècle transformé à la Renaissance. Le château est élevé sur ce qui est probablement une ancienne motte castrale. Ancien fief des Lamazère, il est depuis le XVIIIe siècle la propriété de la famille Boubée de Gramont. Propriété privée.
- La chapelle Saint-Laurent de Gramont : élevée au NO du château de Gramont, cette petite église orientée à nef unique éclairée par deux fenêtres cintrées au nord et autant au midi renferme une belle statue polychrome de la Vierge Marie. Son chevet est plat, elle était précédée au nord par un petit cimetière aujourd'hui disparu. Propriété privée.
- Patrimoine vernaculaire : la commune possède une fontaine publique édifiée en 1839 près de la rivière. Plusieurs croix de mission en pierre ou en fer forgé ont été élevées en bordure de route principalement dans le seconde moitié du XIXe siècle : croix de Saint Germier à Coutures (1884), croix Arrivetz près du cimetière (1876), croix près de la chapelle Saint Laurent, croix de Gramont, croix du haut du village  A Darre (proche D929), croix Collongues près du pont (1863) très dégradée. Le pont sur le Gers est un ouvrage d'art en fer de 1902, édifié en remplacement du vieux pont en pierre emporté par la terrible crue de 1897. Il est à signaler enfin[style à revoir] la présence dans le bourg de « plusieurs maisons de belle facture des XVIIIe et XIXe siècles le long du Gers dont un moulin à eau et une jolie chartreuse ».

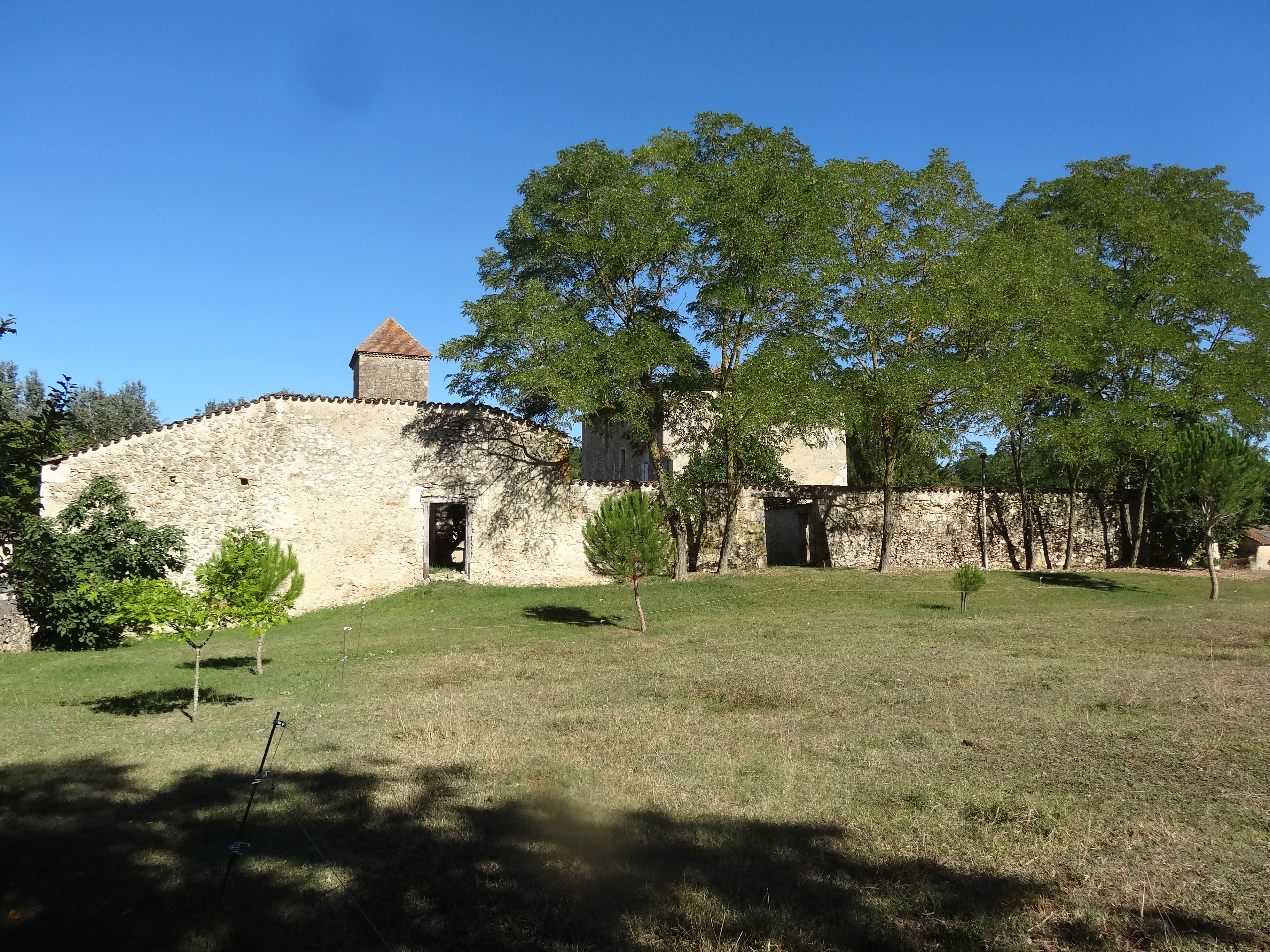
Domaine autour de la tour.
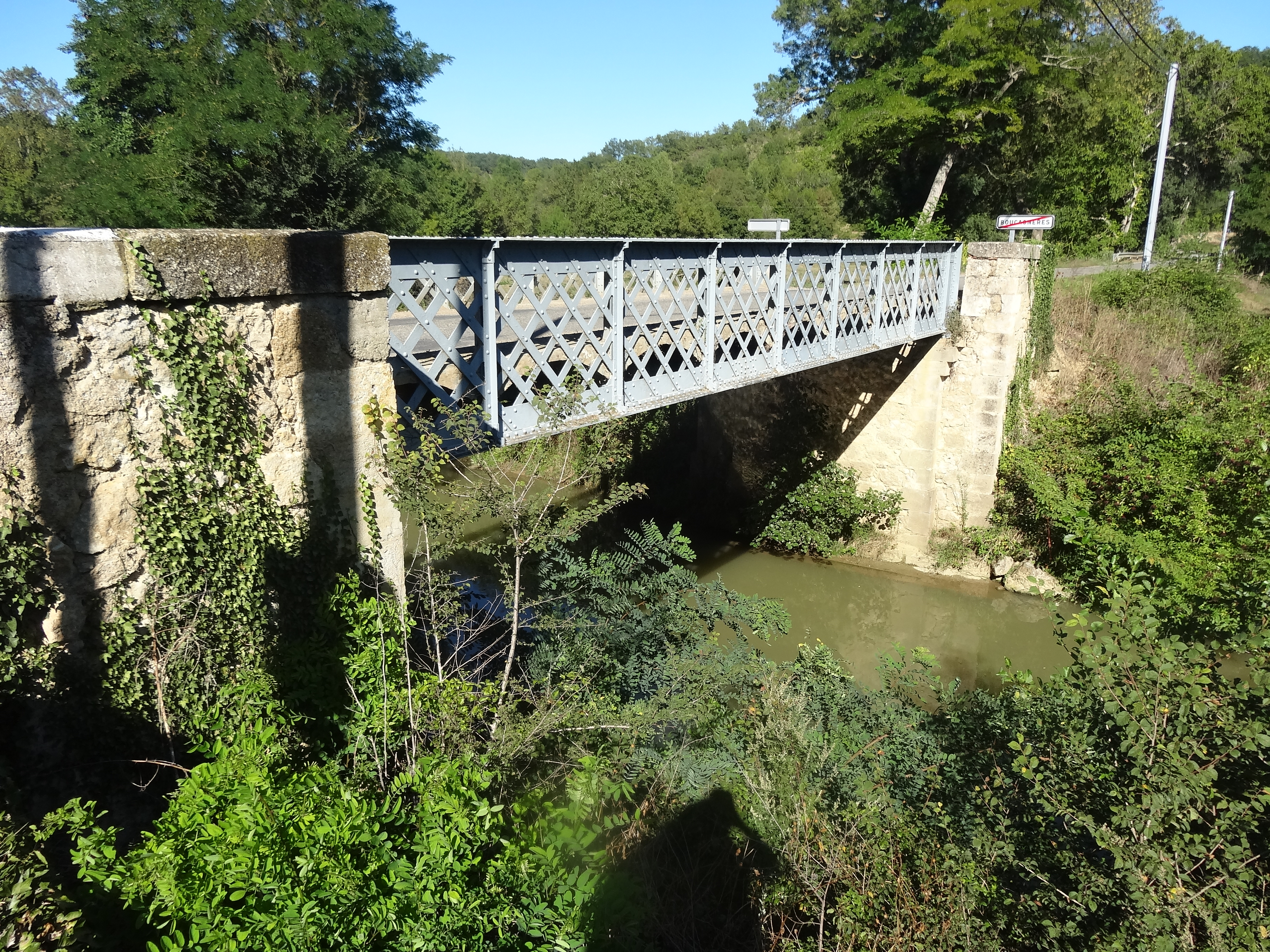
Le pont de 1902.
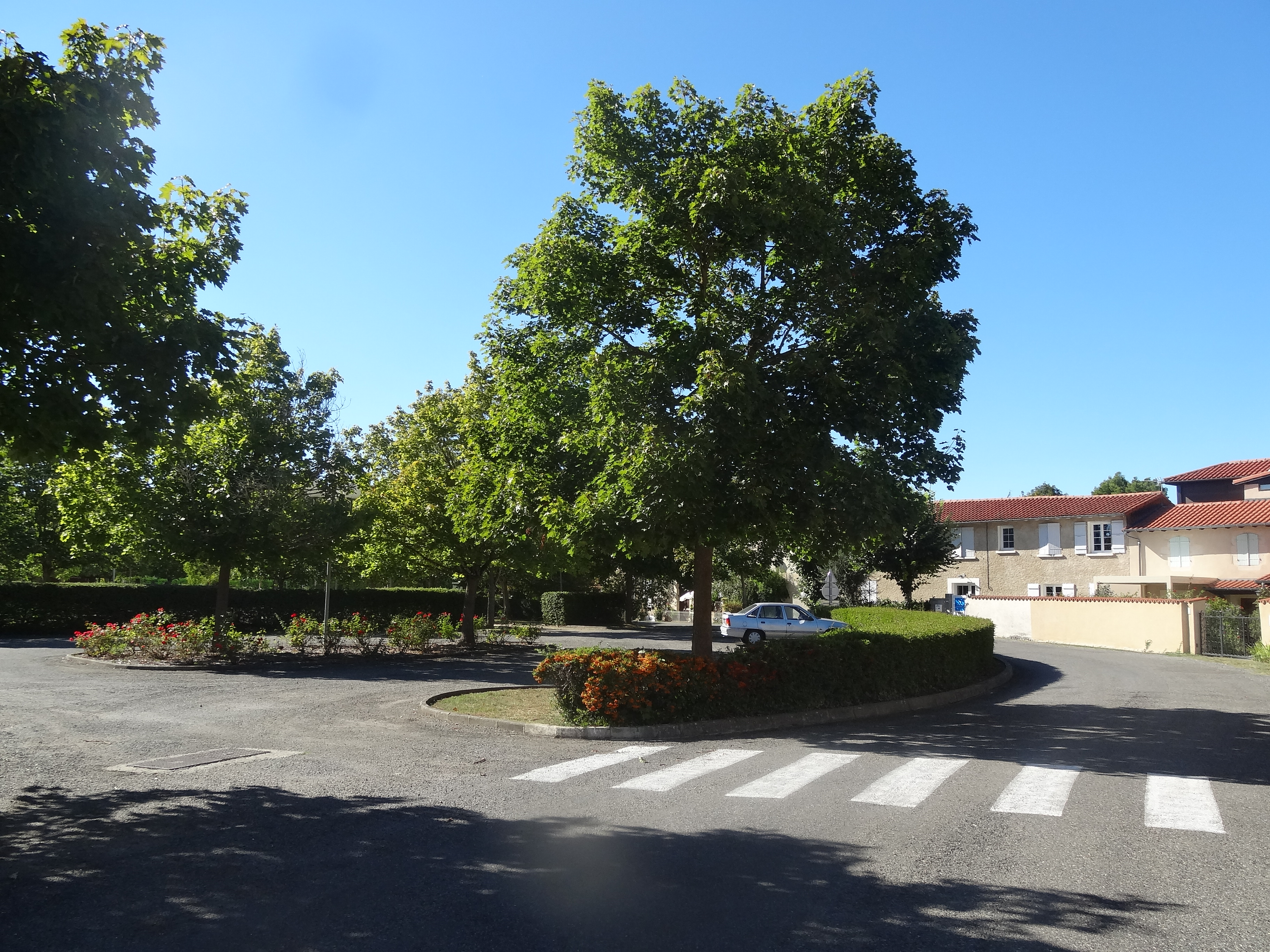
La place.
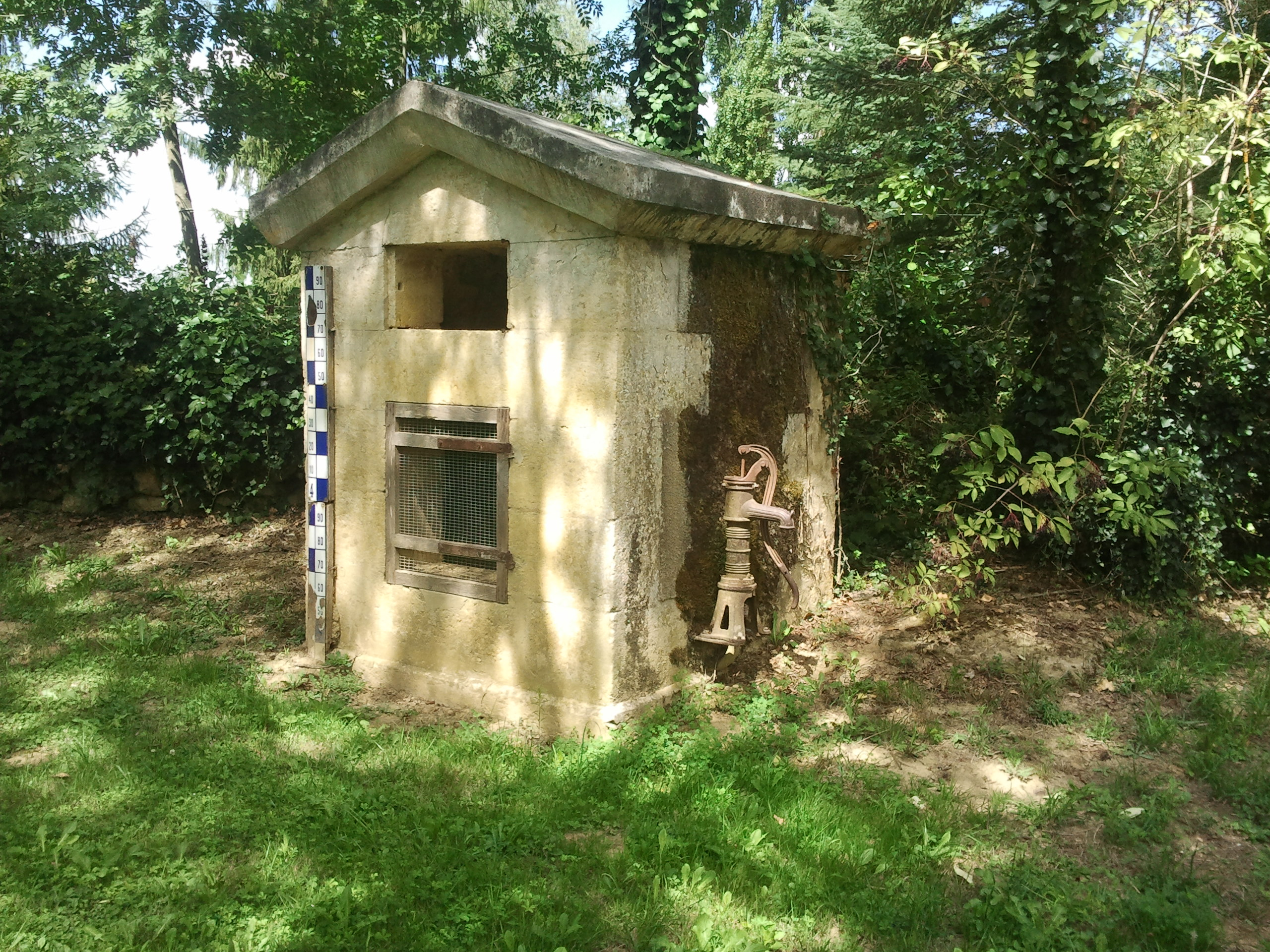
Fontaine publique (1839).
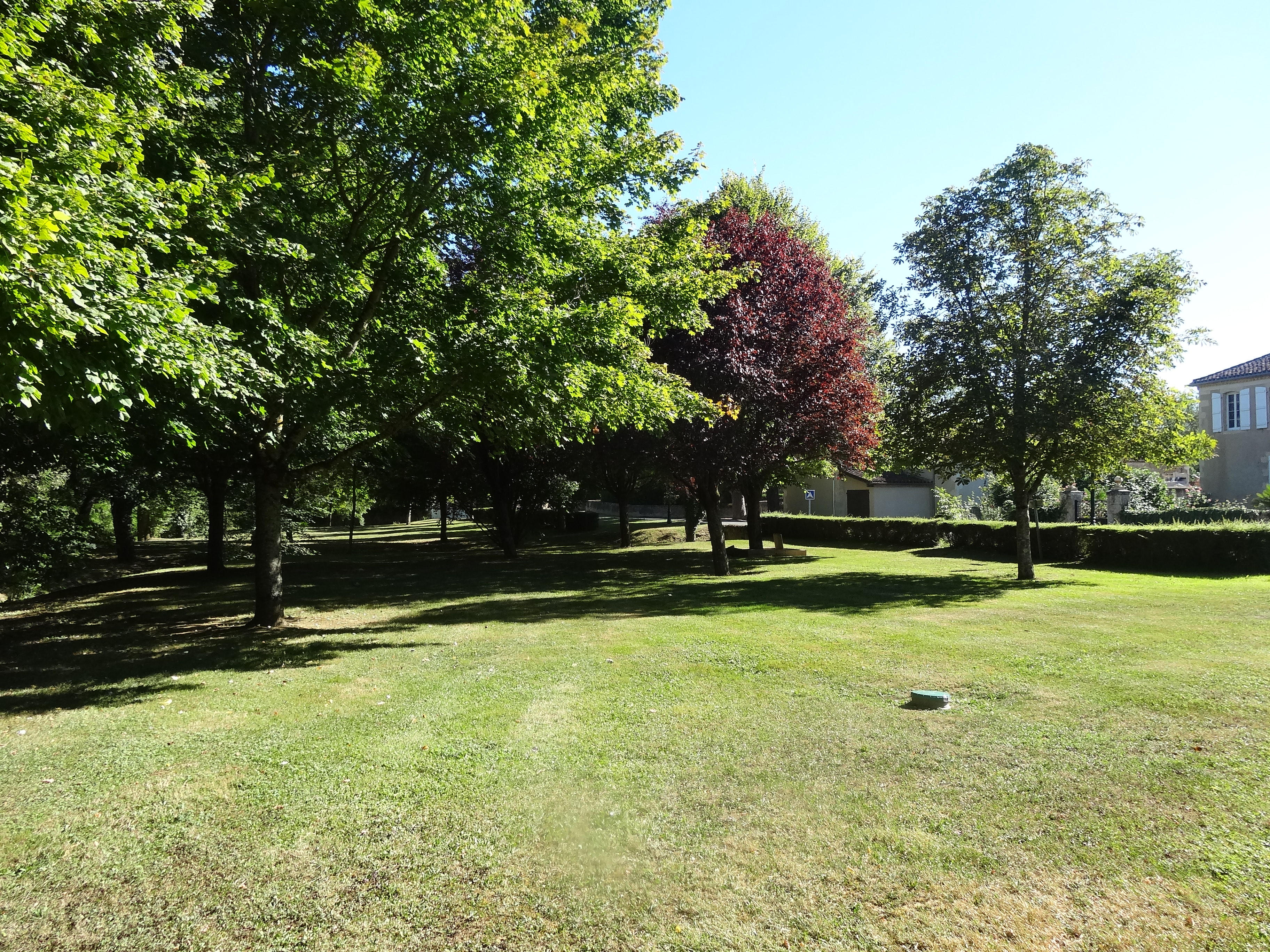
Espace vert.
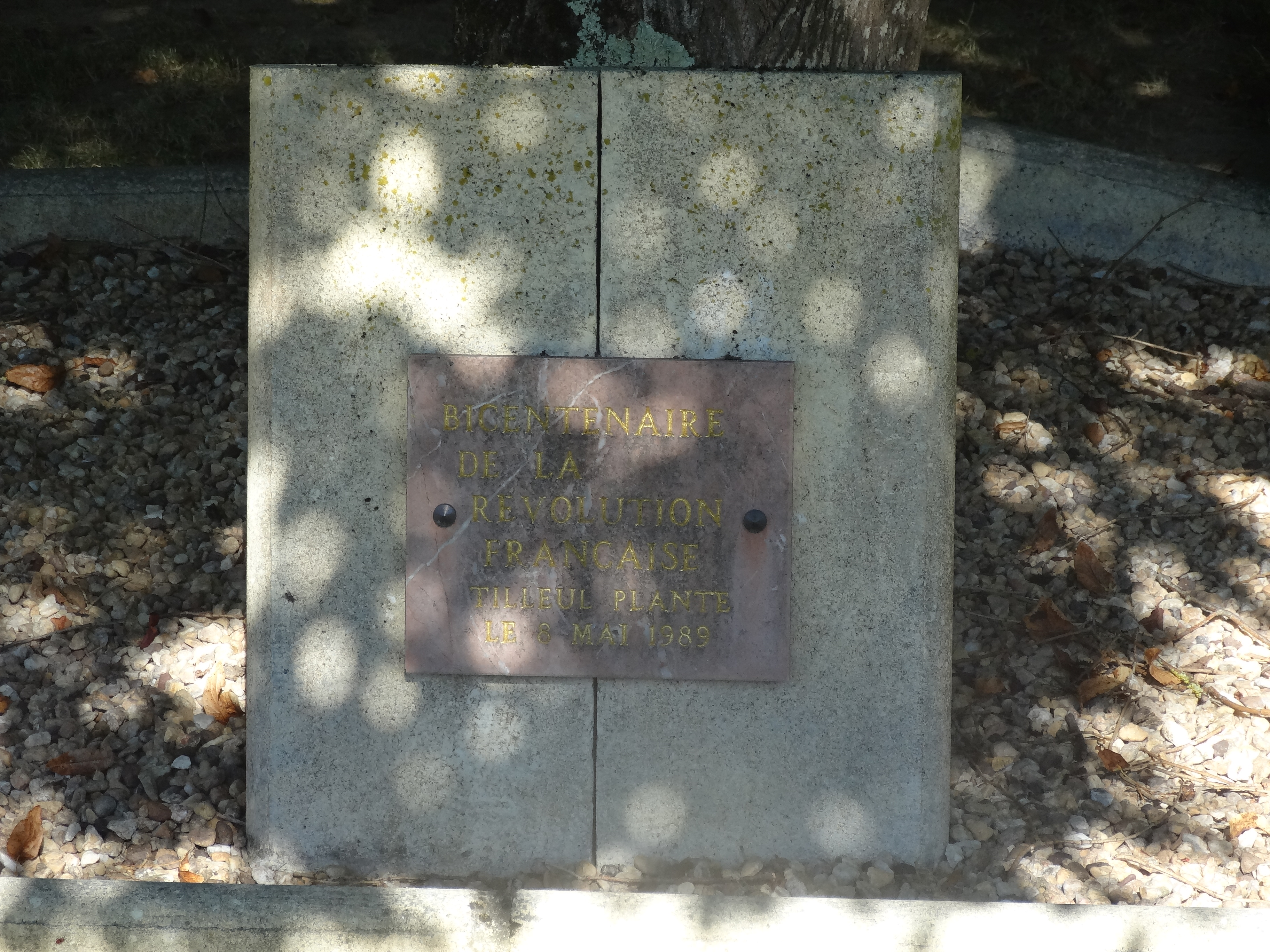
Bicentenaire de la Révolution.

### Personnalités liées à la commune
- Anne Marie d'Aignan d'Orbessan (1716 -1796) : marquis d'Orbessan et co-seigneur de Boucagnères, président à mortier au Parlement de Toulouse, écrivain, savant, mécène[40].

### Héraldique

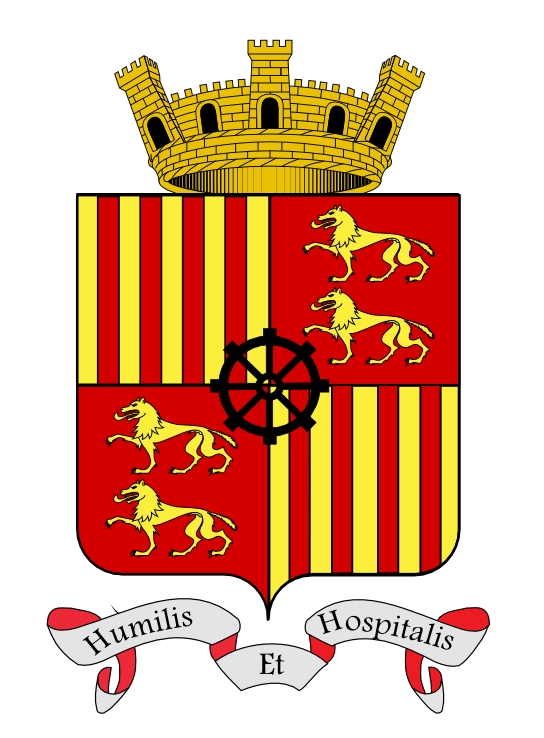
Armorial de Boucagnères.

blasonnement : Ecartelé, aux 1&4 d'or à quatre pals de gueules ; aux 2&3 de gueules à deux loups passants d'or rangés en pal ; une roue de moulin de sable à huit branches brochante en son cœur.
devise : Humilis et hospitalis
ornement extérieur : couronne murale à trois tours.